# François Bordes
François Bordes (n. 30 decembrie 1919, Rives, Aquitaine, Franța – d. 30 aprilie 1981, Tucson, Arizona, SUA), cunoscut și sub pseudonimul Francis Carsac, a fost un om de știință francez, geolog, scriitor și arheolog.

## Biografie
După cursuri universitare de geologie și antropologie, este numit director al Antichităților preistorice  din Aquitania. 
A fost profesor de preistorie și geologie cuaternară la Facultatea de Științe din Bordeaux. Este cunoscut printre arheologii din întreaga lume pentru capacitatea sa de a replica unelte vechi de piatră.
A lucrat la Centrul Național Francez de Cercetări Spațiale  în domeniul geologiei planetare. În 30 de activitate a publicat aproape 200 de cărți și studii despre preistorie și geologie.
De asemenea, a publicat numeroase romane science fiction sub pseudonimul Francis Carsac. Debutează ca romancier SF în 1954 cu Cei de nicăieri (Ceux de nulle part). Cărțile lui fost traduse în limbile rusă, română, bulgară, lituaniană, letonă, maghiară, estonă și altele.

## Lucrări

### Romane
- Ceux de nulle part (Cei de nicăieri, 1954). Romanul este o operă spațială, un roman realist în stilul lucrărilor lui Jack Williamson sau Edmond Hamilton. Eroul Dr. Vsévolod Clair este răpit de o farfurie zburătoare pilotată de umanoizi verzi (Hiss-i) și dus în lumi extragalactice, bântuite de Misliks - creaturi metalice care se hrănesc cu stele.
- Les Robinsons du Cosmos  (Robinsonii cosmosului, 1955). În limba română a apărut  în 1964 la Editura Tineretului. Ca urmare a unei catastrofe cosmice, câteva părți ale Pământului au fost mutate într-o lume complet diferită, care mai târziu este numită Tellus. În această lume, pământenii trebuiau să-și construiască din nou civilizația, folosind puținul care a fost adus de pe Pământ. Francezii sunt cei mai norocoși - au o fabrică și un mic sat. Pe drumul spre formarea unei noi societăți, au existat războaie și încercări de a profita de putere, mai mult, oamenii au trebuit să lupte împotriva faunei extraterestre.

- Terre en fuite (1960). În Fuga Pământului Soarele este pe cale să devină o supernovă și oamenii de știință își unesc eforturile în vederea mutării Pământului pe orbita unei alte stele.
- Pour patrie l’espace   (1962)
- Ce monde est nôtre   (1962)
- La Vermine du Lion   (Paraziții leului, 1967). În limba română a apărut  în 1999 la Editura SFVA (Revista 467). Romanul are loc pe planeta Eldorado, unde localnicii sunt foarte asemănători cu pământenii. Lacoma corporație de stat, Biroul Interplanetar Metalurgic, tratează nativii ca o rasă inferioară și este interesată doar de profiturile obținute din extracția mineralelor.  Biroul Interplanetar  trebuie să înfrunte opoziția unui lup singuratic, a lui Terai Laprade care dorește ca planeta să-și păstreze echilibrul ecologic și social dinainte de venirea pământenilor.
- Sur un monde stérile (1997; scrisă în 1945)

### Nuvele
- Hachures (1954)
- Taches de rouille (1954)
- Genèse (1958). Nuvela Geneza publicată în revista Satelitte prezintă vizita unor extratereștri pe Pământ cu miliarde de ani în urmă. Aici găsesc o lume ostilă fără viață. La plecare unul din extratereștri calcă fără să vrea pe sol. Asta este cauza primordială care a dus la apariția vieții.
- L’Homme qui parlait aux martiens (1958)
- Le Baiser de la vie (1959)
- Sables morts (1959)
- La Revanche des Martiens (1959)
- Quelle aubaine pour un anthropologue ! (1959)
- Les pauvres gens (1959)
- La Voix du loup (1960)
- Premier Empire (1960)
- Une fenêtre sur le passé (1961)
- L’Ancêtre (1962)
- Dans les montagnes du destin (1971)
- Le dieu qui vient avec le vent  (1972)
  - ro.: Zeul pe care îl aduce vîntul, Almanahul Anticipația 1986
- Tant on s’ennuie en Utopie (1975)
- L’homme qui voulut être Dieu (1970)
- Les Mains propres (1981)
- Celui qui vint de la grande eau (1982)

## Legături externe
- François Bordes la Internet Speculative Fiction Database
- Short biography from Minnesota State University

## Vezi și
- Listă de arheologi ‎
- Listă de scriitori francezi